# Состояние покоя
Состояние покоя, или гипобиоз, — состояние пониженной функциональной активности живых организмов, обусловлен факторами среды (низкой и высокой температурой, отсутствием влаги и т. д.), при сохранении их высокой жизнеспособности.
После восстановления нормальных условий для существования организмов возобновляется активная деятельность всех его функциональных систем. Эти адаптационные приспособления к условиям окружающей среды растений и животных заложены в анатомо-физиологической, молекулярно-генетической и биохимической особенностях строения.
Понятие гипобиоз применяют как обобщающий термин для таких явлений, как гипотермия, спячка, диапауза и т. д. Глубокий гипобиоз может перейти в анабиоз. Различают естественный гипобиоз — состояние, наблюдаемое при определённых условиях у различных животных, и искусственный — его применяют в экспериментальной биологии и различных областях хирургии.
Гипобиоз применяется в реаниматологии и интенсивной терапии.